# 克拉斯內 (庫皮揚斯克區)
49°53′1″N 37°12′45″E / 49.88361°N 37.21250°E
克拉斯內（烏克蘭語：Красне）是位於烏克蘭東部的村莊，由哈爾科夫州庫皮揚斯克區的大布尔卢克市镇負責管轄。該村距離舍夫琴科韋、洛佐韋和波爾科夫尼切2公里，始建於1699年，面積0.16平方公里，海拔高度160米，2001年人口16。